# Léo Figuères
Léopold dit Léo Figuères est un homme politique français, né le 27 mars 1918 à Perpignan et mort le 1er août 2011 dans la même ville. Il est une grande figure de la Résistance et du Parti communiste français.

## Biographie

### Éducation et débuts en politique
Léo Figuères est apprenti typographe entre 1933 et 1935. À l’âge de quatorze ans, il adhère aux Jeunesses communistes (JC), dont il devient responsable départemental puis national à partir de 1936. Le 14 juillet 1935, il prononce la déclaration commune des organisations de jeunesse du Front populaire au meeting du stade Buffalo à Montrouge. C'est au cours de cette journée qu'est scellée l’alliance politique de toutes les forces constituant le Front populaire.
À dix-neuf ans, en 1937, il fonde l'Union de la jeunesse agricole de France (UJAF), il en est le représentant au Congrès mondial de la Jeunesse pour la Paix qui se tient à New York en août 1938.

### Seconde Guerre mondiale
Il fait son service militaire en Corse en 1938, île sur laquelle il participe aux activités de résistance à partir de 1940. Il dirige depuis Lyon entre mai 1941 et septembre 1944 l’ensemble de l'organisation des Jeunesses communistes clandestines pour la zone sud de la France.
C’est en 1941 qu’il rencontre sa future compagne, Léa Lamoureux (dite Andrée dans la Résistance). Jeune militante de l'Union des jeunes filles de France de Saint-Amand-Montrond dans le Cher, elle avait rejoint la Résistance à l’âge de dix-huit ans, dans le réseau clandestin des JC de la région lyonnaise. Elle est la fille de Juliette Gauthier (dite Gilberte dans la Résistance), médaille de la Résistance, qui fut l'agent de liaison de Roger Roucaute (colonel FTPF).
Par l'ordonnance du 10 octobre 1944, il fait partie des six délégués des Forces unies de la jeunesse patriotique (FUJP) envoyés à l'Assemblée consultative provisoire, avec Guy de Boysson, Pierre Gauthier, René Laurin, Jean Pronteau et René Thuillier.
En 1945 et 1946, il est l'un des plus jeunes élus aux deux Assemblées constituantes comme député des Pyrénées-Orientales avec plus de 40 % des suffrages.

### L'après-guerre

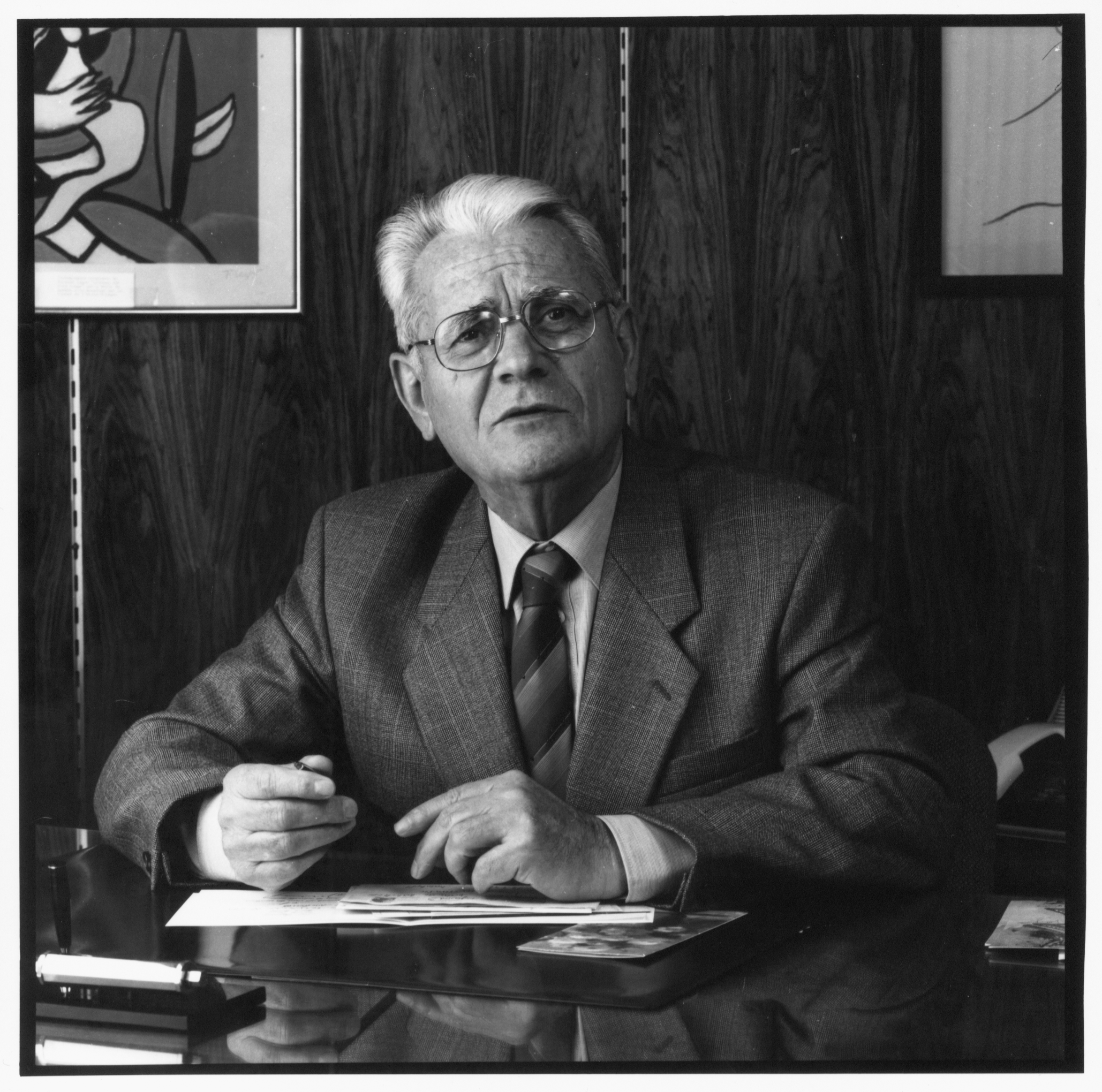
Léo Figuères en 1992 à l'hôtel de ville de Malakoff.

Léo Figuères devient en 1946 secrétaire général de l'Union de la jeunesse républicaine de France (UJRF) qui rassemble autour des Jeunesses communistes d’autres organisations issues de la Résistance.
Lors de la guerre d’Indochine, il est secrétaire général de l’Union de la jeunesse républicaine de France (UJRF) et directeur de l’Avant-garde, journal de l’UJRF puis des Jeunesses communistes (hebdomadaire le plus important de la jeunesse après la Libération), il se rend au Viêt Nam en guerre dans les premiers mois de l’année 1950, — mais la République de Viêt Nam n'existait pas encore —. Il y rencontre les dirigeants de la République Démocratique du Viêt Nam dont Hô Chi Minh. Il en rapporte des reportages et publie un livre Je reviens du Vietnam libre pour demander l’arrêt de la guerre coloniale et la paix, qui lui valent poursuites et condamnation.
À la fin de la guerre d'Algérie, il est à la tête du cortège de la manifestation contre l’OAS à Paris le 8 février 1962. Il est matraqué par les forces de police alors que, ceint de son écharpe d’élu, il informait le commandement des CRS de la dispersion de la manifestation au métro Charonne. La répression fut féroce et fit neuf victimes parmi lesquelles sept communistes, dont un jeune de quinze ans, Daniel Féry.
Dirigeant national du Parti communiste français, au Comité central (1945-1976) et à son secrétariat de 1959 à 1964, responsable du travail auprès des intellectuels, il crée le Centre d’Études et de Recherches Marxistes (CERM). Il est également directeur de la revue théorique du PCF, les Cahiers du communisme jusqu’en 1976.
Il est élu conseiller général de la Seine puis des Hauts-de-Seine entre 1959 et 1993, et maire de Malakoff de 1965 jusqu’à son départ et son remplacement par Catherine Margaté en 1996, après quoi il en devient le maire honoraire.
Léo Figuères se consacre ensuite à la rédaction de différents ouvrages historiques sur le mouvement révolutionnaire et ouvrier. Il publie également des essais sur les perspectives de transformation du système capitaliste en « une société socialiste du XXIe siècle qui ne répéterait pas les erreurs du passé ».
En 1969, il participe à la création de l'Association d'amitié franco-coréenne, qui entretient des liens avec la Corée du Nord.

### Mort
Lèo Figuères meurt le 1er août 2011 à Perpignan à l’âge de 93 ans. Il est enterré à Los Masos, village des Pyrénées-Orientales, face à la montagne symbole des Catalans, le Pic du Canigou.
Un hommage public est rendu à Léo Figuères le 10 septembre 2011 à Malakoff devant plus de 1 500 personnes en présence de nombreuses personnalités dont l'ambassadeur du Viêt Nam, Duong Chi Dung, Charles Pasqua ainsi que les anciens ministres Jack Ralite et Michel Duffour. Des discours d'hommage sont prononcés par des personnalités comme Henri Alleg, le député Alain Bocquet, Louis Cortot (président de l'ANACR) et Pierre Laurent (secrétaire national du PCF). Il est inhumé au cimetière de Los Masos (Pyrénées-Orientales).

## Honneurs
- Médaille de la Résistance française
- Croix du combattant volontaire de la Résistance
- Chevalier de la Légion d'honneur, le 23 septembre 1983 pour son implication dans la Résistance.
- Chevalier de l'ordre des Arts et des Lettres, le 16 septembre 1985.

## Ouvrages de Léo Figuères
- Je reviens du Vietnam libre, préface de Marcel Cachin, 5 éditions - Éditions de la Jeunesse, Paris, 1950, (dix traductions étrangères)
- La Jeunesse et le Communisme, anthologie, 2 éditions, Éditions sociales, Paris, 1962
- Les Communistes, la Culture et les Intellectuels, anthologie, Éditions sociales, Paris, 1963
- Le Gauchisme hier et aujourd'hui, Éditions des Cahiers du communisme, Paris, 1968 (2 éditions)
- Le Trotskisme, cet antiléninisme, collection « Notre Temps », Éditions sociales, Paris, 1969, (six traductions étrangères)
- Hô Chi Minh notre camarade, en collaboration avec Charles Fourniau, Éditions sociales, Paris, 1970
- Jeunesse militante - Chronique d'un jeune communiste des années 1930-50, collection « Souvenirs », Éditions sociales, Paris, 1971
- Malakoff cent ans d'histoire, en collaboration, éd. Messidor, Paris, 1983
- Passé et avenir d’une espérance - suite d'un itinéraire militant complété d'une réponse à François Furet, éd. Le Temps des Cerises, Pantin, 1995,  (ISBN 2-84109-045-0)
- Histoire des communistes français, éd. Le Temps des Cerises, Pantin, 1996,  (ISBN 2-84109-066-3)
- Georges Cogniot, matérialisme et humanisme, anthologie, éd. Le Temps des Cerises, Pantin, 1998,  (ISBN 2-84109-169-4)
- Octobre 1917 - la Révolution en débat, éd. Le Temps des Cerises, Pantin, 1998,  (ISBN 2-84109-131-7)
- « La Campagne de Russie de M. Clemenceau » (postface à la réédition de La Révolte de la mer Noire d'André Marty), éd. Le Temps des Cerises, Pantin, 1999,  (ISBN 2-84109-194-5)
- Guerilleros en terre de France : les Républicains espagnols dans la Résistance française, en collaboration Narcisse Falguera, Elida Mannevy-Garcia, éd. Le Temps des Cerises et l'Amicale des anciens guerilleros (FFI), Pantin, 2000,  (ISBN 2-84109-246-1)
- Les Fureurs du XXe siècle, éd. Le Temps des Cerises, Pantin, 2000  (ISBN 2-84109-250-X)
- Communiste, une aventure militante, éd. Le Temps des Cerises, Pantin, 2001,  (ISBN 2-84109-328 X)
- Communisme quel avenir ?, en collaboration, éd. Le Temps des Cerises et La Revue Commune, Pantin, 2002,  (ISBN 2-84109-401-4)
- Et si nous reparlions de la Résistance…, éd. Le Temps des Cerises, Pantin, 2004,  (ISBN 2-84109-514-2)
- Une longue marche - Regards sur le mouvement ouvrier et populaire en France de la Révolution à nos jours, éd. Le Temps des Cerises, Pantin, 2007,  (ISBN 2-84109-660-2)
- Capitalisme, Socialisme(s), Communisme - leçons d'une histoire et regards d'avenir, éd. Le Temps des Cerises, Pantin, 2010,  (ISBN 9782-84109-829-3)
- De Trotsky aux trotskysmes, éléments pour un débat, préface d'Henri Malberg, éd. Le Temps des Cerises, Paris, 2012,  (ISBN 9782-84109-931-3)

### Rééditions
- Je reviens du Vietnam libre, nouvelle édition, introduction d'Alain Ruscio, historien, éd. Le Temps des Cerises (collection Récits des Libertés) et ALF-Amis de Léo Figuères, Montreuil, 2015 (ISBN 9 782370 710482)
- Les Fureurs du XXe siècle: crises, mouvements populaires, guerres, résistances, révolutions et contre-révolutions de 1900 à l'an 2000, nouvelle édition, préface de Jean Ortiz, éd. Le Temps des Cerises et ALF-Amis de Léo Figuères, Montreuil, 2016 (ISBN 9 782370 710895)
- Octobre 1917, la Révolution en débat : réflexion sur la Révolution russe et ses suites, nouvelle édition, préface de Christian Picquet, éd. Le Temps des Cerises et ALF-Amis de Léo Figuères, Montreuil, 2017,  (ISBN 9 782370 711311)
- Et si nous reparlions de la Résistance…, nouvelle édition, préface de l'historien et secrétaire général de l'ANACR, Jacques Varin, éd. Le Temps des Cerises, Montreuil, 2020,  (ISBN 9 782370 712080)
- Histoire des communistes français, nouvelle édition enrichie de textes inédits couvrant la période 1996-2011 de l'histoire du PCF, éd. Le Temps des Cerises, Montreuil, 2020,  (ISBN 9 782370 712066)